# 週刊メディア通信
週刊メディア通信（しゅうかんメディアつうしん）は、ミュージックバードで放送されている番組。2025年7月時点での放送時間は毎週土曜日 3:00 - 4:00（JST）（金曜深夜）。
番組ハッシュタグは、「#週刊メディア通信」 。

## 概要
番組パーソナリティの高島幹雄が毎週、新発売のCDを中心に、昭和から令和までのアイドル、J-POP、歌謡曲、ドラマ主題歌、映画音楽などを幅広く紹介するラジオ番組。
オープニング曲は、キャンディーズの「HELLO! CANDIES」。
番組オープニングではリスナーからの投稿を紹介するとともに、リクエスト曲があれば、それに応じる。また、Xに番組ハッシュタグを付して投稿されたコメントも紹介される。
その他、高島がシンプルに聴きたい曲を特集として紹介することもある。番組へのゲスト出演は、高島が自身の知人を招いた例や、ゲストとして出演したい歌手に自由に出演してもらうようになっている。

## 過去のコーナー
常設コーナーでゲストの出演により変更となる週もあった。
- 高島幹雄のマイ・ディスコグラフィー&レコメンド

高島がこれまでに仕事で制作してきたCD・DVD、または新発売のCD・DVD、配信開始音源などを紹介する。その音楽や主題となる番組、映画のウンチク、CDを作ったときの実務的ウラ話も語る。
レコメンドでは、高島の知人が作ったCDや、2010年ころからはハロー!プロジェクト及びつんく♂プロデュースによる楽曲も、Twitter（現・X）では言わない話も交えて紹介している。その他、気になる人、楽曲、本、映画、テレビ、映像商品などもレコメンドする。
- 浜菜みやこのはまみ〜の部屋

楽曲紹介の合間に設けられたコーナー。「徹子の部屋」をオマージュしており、コーナーの前後で徹子の部屋のテーマが流れる。
「はまみ～」こと浜菜が毎週テーマに合わせてメッセージを募集し、リスナーを部屋に招いた気分で紹介する。
2024年3月をもって終了した。
- この中からどれ聴きたいリクエスト

毎週テーマを決めて10曲をリストアップ、または特定のCDアルバムを決め、その中からリクエストを募って紹介していく。
生放送時に実施されたが、準備が大変なため終了となった。

## パーソナリティ
- 高島幹雄（たかしま みきお）

高校時代からいくつかのレコード会社でアルバイト、宣伝、制作を経て、バップに2002年まで勤務。

## 遅れネット局
ミュージックバード放送後の、早い放送日順から。
- FMねむろ 月曜 0:00 - 0:58（日曜深夜）
- FM OZE 月曜 9:00 - 9:58
- FM Azure
  - 木曜 15:00 - 15:58
  - 翌週日曜 2:00 - 3:00（土曜深夜）※1週間以上の遅れでの再放送で、遅れネットでは、最も遅い。
- 調布FM 水曜 19:00 - 19:58